# Hunspell
Hunspell is een spellingcontrole en morfologische analysator ontworpen voor talen met een rijke morfologie en complexe woordsamenstellingen en tekencodering, oorspronkelijk ontworpen voor de Hongaarse taal.
Hunspell is gebaseerd op MySpell en is achterwaarts compatibel met MySpell-woordenboeken. Terwijl MySpell een tekencodering van één byte gebruikt (ASCII), kan Hunspell Unicode UTF-8- gecodeerde woordenboeken gebruiken.

## Toepassingen
Software met Hunspell-ondersteuning:
| Naam                | Type               | Groep               | Methode                                      | Notities                                              |
| ------------------- | ------------------ | ------------------- | -------------------------------------------- | ----------------------------------------------------- |
| Chroom              | webbrowser         | Google              | ?                                            | [ 2 ]                                                 |
| Chromium (software) | webbrowser         | Google              | ?                                            | [ 2 ]                                                 |
| Empathie            | Instant messaging  | —                   | Dynamisch gekoppelde libenchant              | Probleem met het selecteren van woordenboeken Enchant |
| Firefox             | webbrowser         | Mozilla             | ?                                            | —                                                     |
| Illustrator         | Vectorafbeeldingen | Adobe               | Statisch gekoppelde libhunspell              | —                                                     |
| Indesign            | Desktoppublishing  | Adobe               | Statisch gekoppelde libhunspell              | Sinds CS5.5                                           |
| gedit               | Teksteditor        | GNOME               | Dynamisch gekoppelde libenchant via GtkSpell | —                                                     |
| Novell GroupWise    |                    | —                   |                                              | Vanaf versie 2012                                     |
| .NET                |                    | —                   |                                              | [ 7 ]                                                 |
| Origyn-webbrowser   | webbrowser         | —                   | Dynamisch gekoppelde spellchecker.library    | Sinds 3.12                                            |
| Perl                |                    | —                   |                                              | [ 8 ]                                                 |
| QuarkXPress         | Desktoppublishing  | Quark Software Inc. | Statisch gekoppelde libhunspell              | Sinds QuarkXPress 2017                                |
| Scribus             | Desktoppublishing  | —                   | Dynamisch gekoppelde libenchant              | Sinds 1.4.2                                           |
| Naam                | Type               | Groep               | Methode                                      | Notities                                              |

## Licentie
Hunspell is gratis software, gedistribueerd onder de voorwaarden van een GPL, LGPL en MPL

## Over de auteur
Hunspell is ontwikkeld door de Hongaarse bioloog en vrije softwareontwikkelaar László Németh. Zijn recente baan als hoofdprogrammeur houdt ook verband met vrije software, vooral met LibreOffice. Hij draagt bij voor OpenOffice.org/LibreOffice, als codebijdrager sinds 2002 (spellingcontrole, woordafbreking etc.). Hij draagt ook bij aan en maakt patches voor Hunspell-spellingcontrole met ondersteuning voor Unicode, samengestelde woorden en agglutinerende taal; Unicode en niet-standaard woordafbreking; thesauruscomponent met stam en achtervoegsel; Lichtdichte grammaticacontrole; Grafietversies van Linux Libertine- en Biolinum-lettertypen met uitgebreide typografische mogelijkheden.